# Zaboršt pri Dolu
Zaboršt pri Dolu je naselje v [[Občina Dol pri Ljubljani|Občini Dol